# 四威儀
四威儀(しいぎ)とは、仏教用語で、行(行くこと)、住(とどまること)、坐(すわること)、臥(横になること)の４つの行動をいう。４つの行動は、行住坐臥ともいう。行住坐臥は、すべての動作の基本であるところから、仏教では特に規律が定められている。「菩薩善戒経」に説かれている。また、行住坐臥がすべての動作の基本であることから、日常の立ち居ふるまい、平生、普段、という意味にも用いられる。
また、それらに関して、出家修行者の守るべき戒律として定められたものを指す。さらに、これらの行動を戒律に従って正しく整え、具備することをも意味する(威儀即仏法)。